# Clase Commencement Bay
La clase Commencement Bay fue una clase de portaaviones de escolta de la Armada de los Estados Unidos. Del total de treinta y cinco previstas, fueron concluidas diecisiete unidades.

## Características
Portaaviones de 21 300 t de desplazamiento, 170 m de eslora, 22 m de manga y 9 m de calado; propulsión de 2× turbinas de vapor (potencia 16 000 shp, velocidad 19 nudos); capacidad para 33 aeronaves; y como defensa 2× cañones de 127 mm, 36× cañones de 40 mm y 20× cañones de 20 mm.

## Unidades
- USS Commencement Bay (CVE-105)
- USS Block Island (CVE-106)
- USS Gilbert Islands (CVE-107)
- USS Kula Gulf (CVE-108)
- USS Cape Gloucester (CVE-109)
- USS Salerno Bay (CVE-110)
- USS Vella Gulf (CVE-111)
- USS Siboney (CVE-112)
- USS Puget Sound (CVE-113)
- USS Rendova (CVE-114)
- USS Saidor (CVE-117)
- USS Sicily (CVE-118)
- USS Point Cruz (CVE-119)
- USS Mindoro (CVE-120)
- USS Rabaul (CVE-121)
- USS Palau (CVE-122)
- USS Tinian (CVE-123)
- USS Bastogne (CVE-124) cancelado
- USS Eniwetok (CVE-125) cancelado
- USS Lingayen (CVE-126) cancelado
- USS Okinawa (CVE-127) cancelado
- CVE-128 cancelado
- CVE-129 cancelado
- CVE-130 cancelado
- CVE-131 cancelado
- CVE-132 cancelado
- CVE-133 cancelado
- CVE-134 cancelado
- CVE-135 cancelado
- CVE-136 cancelado
- CVE-137 cancelado
- CVE-138 cancelado
- CVE-139 cancelado